# Ben Daglish
Ben Daglish, född 31 juli 1966 i London, död 1 oktober 2018, var en brittisk musiker och kompositör av dataspelsmusik, framförallt känd för att ha skapat musik under 1980-talet till hemdatorspel. Känd spelmusik av Daglish är bland annat Trap, Deflektor och The Last Ninja.
Daglish gick i samma skola som en annan idag känd datorspelspionjär, Antony Crowther, och de båda skapade under mitten av 1980-talet en kreativ gemenskap som de kallade W.E. M.U.S.I.C., som var en förkortning av "We Make Use of Sound in Computers". Daglish bodde i Matlock där han komponerade, spelade och uppträdde i ett antal olika brittiska band, bland annat Loscoe State Opera. Han spelade också ofta med violinisten Mark Knight och med bandet SID80:s på olika retrodatorspelsevent, till exempel Back in Time Live och Retrovision. Han har också spelat med Commodore 64-inspirerade bandet Press Play on Tape tillsammans med Rob Hubbard. Daglish inspirerades tidigt av Ronnie Hazlehurst, en TV-kompositör. Daglish avled 2018 i sviterna av lungcancer.

## Kompositioner

### Amstrad CPC
- Dark Fusion (1988 – Gremlin Graphics Software)
- Deflektor (1987 – Vortex Software)
- H.A.T.E. – Hostile All Terrain Encounter (1989 – Vortex Software)
- Mask (1987 – Gremlin Graphics Software)
- Mask II (1988 – Gremlin Graphics Software)
- Masters of the Universe (Les Maitres De L'Univers) (1987 – Gremlin Graphics Software)
- North Star (1988 – Gremlin Graphics Software)
- Skate Crazy (1988 – Gremlin Graphics Software)
- Supercars (1990 – Gremlin Graphics Software)
- Switch Blade (1990 – Gremlin Graphics Software)
- Terramex Cosmic Relief : Prof. Renegade to the Rescue (1988 – Grandslam)
- The Real Stunt Experts (1989 – Alternative Software)
- Thing on a Spring (1986 – Gremlin Graphics Software)

### Commodore 64
- 720°
- Ark Pandora
- Alternative World Games
- Artura
- Auf Wiedersehen Monty (med Rob Hubbard)[4]
- Avenger
- Biggles
- Blasteroids
- Blood Brothers
- Blood Valley
- Bobby Bearing
- Bulldog[4]
- Bombo
- Challenge of the Gobots
- Chubby Gristle
- Cobra
- Dark Fusion
- Deathwish III (1987)
- Defenders of the Earth
- Deflektor
- Dogfight 2187
- Firelord (1986)
- Footballer of the Year
- Footballer of the Year 2
- Future Knight
- Future Knight II
- Gary Lineker's Hot Shot
- Gary Lineker's Super Skills
- Gauntlet och Gauntlet II
- Greg Norman's Ultimate Golf
- Hades Nebula
- Harvey Headbanger
- He-Man and the Masters of the Universe
- Heroes of the Lance
- Jack the Nipper
- Jack the Nipper II
- Kettle
- Killer-Ring
- Krakout
- L.O.C.O.
- Mask III – Venom Strikes Back
- Mickey Mouse
- Mountie Mick's Death Ride
- Munsters
- Northstar
- Olli and Lissa
- Pac-Mania
- Percy the Potty Pigeon
- Potty Pidgeon (Death tune only)
- Pub Games
- Re-Bounder
- Real Stunt Experts
- Return of the Mutant Camels
- Skate Crazy
- SkateRock
- Super Cars
- Supersports
- Switchblade
- TechnoCop
- Terramex
- The Flintstones
- The Last Ninja (med Anthony Lees)
- They Stole a Million
- Thing Bounces Back
- Trap[4]
- Vikings
- Way of the Tiger
- William Wobbler
- Wizard Warz
- Zarjaz

Källa: The High Voltage SID Collection 

### Commodore Amiga
- Artura (1989)
- Chubby Gristle (1988)
- Deflektor (1988)
- Federation of Free Traders (1989)
- Pac-Mania (1988)
- Switchblade (1989)
- Corporation (1990)

### Sinclair ZX Spectrum
- Artura (1989)
- Auf Wiedersehen Monty (1987)
- Avenger (1986)
- Blasteroids (1987)
- Blood Brothers (1988)
- Blood Valley (1987)
- Butcher Hill
- Challenge of the Gobots (1987)
- Chubby Gristle (1988)
- Dark Fusion (1988)
- Death Wish 3 (1987)
- Deflektor (1988)
- The Flintstones (1988)
- Footballer of the Year (1987)
- Future Knight (1987)
- Gary Lineker's Hot Shots (1988)
- Gary Lineker's Super Skills (1988)
- Gauntlet 2 (1988)
- H.A.T.E. – Hostile All Terrain Encounter (1989)
- Jack the Nipper 2: in Coconut Capers (1987)
- Krakout (1987)
- Mask 1, Mask 2 (1988)
- MASK III: Venom Strikes Back (1988)
- Masters of the Universe (1987)
- Mickey Mouse (1988)
- Motor Massacre (1989)
- Mountie Mick's Death Ride
- North Star (1988)
- Pacmania (1988)
- The Real Stunt Experts
- Skate Crazy (1988)
- Super Scramble Simulator (1989)
- Super Sports
- Switchblade (1991)
- Techno Cop (1988)
- Terramex (1988)
- Thing Bounces Back (1987)
- Trap (128k) (1985)
- Wizard Wars